# Celatoblatta punctipennis
Celatoblatta punctipennis är en kackerlacksart som först beskrevs av Lucien Chopard 1924.  Celatoblatta punctipennis ingår i släktet Celatoblatta och familjen storkackerlackor.
Artens utbredningsområde är Nya Kaledonien. Inga underarter finns listade i Catalogue of Life.